# Cake by the Ocean
Cake by the Ocean è un singolo del gruppo musicale statunitense DNCE, pubblicato il 18 settembre 2015 come primo estratto dal primo EP Swaay ed incluso nel primo album in studio eponimo.

## Tracce
Testi e musiche di Joe Jonas, Mattias Larsson, Robin Fredriksson e Justin Tranter.
1. Cake by the Ocean – 3:38

## Formazione
- Joe Jonas – voce
- Jack Lawless – batteria, percussioni
- JinJoo Lee – chitarra
- Cole Whittle – basso, tastiera

## Classifiche

### Classifiche settimanali
| Classifica (2016) | Posizione massima |
| ----------------- | ----------------- |
| Australia         | 6                 |
| Austria           | 5                 |
| Belgio (Fiandre)  | 13                |
| Belgio (Vallonia) | 16                |
| Canada            | 7                 |
| Danimarca         | 18                |
| Francia           | 23                |
| Germania          | 6                 |
| Irlanda           | 6                 |
| Italia            | 11                |
| Lussemburgo       | 3                 |
| Norvegia          | 33                |
| Nuova Zelanda     | 10                |
| Paesi Bassi       | 18                |
| Portogallo        | 15                |
| Regno Unito       | 4                 |
| Slovacchia        | 12                |
| Spagna            | 16                |
| Stati Uniti       | 9                 |
| Svezia            | 24                |
| Svizzera          | 13                |
| Ungheria          | 11                |

### Classifiche di fine anno
| Classifica (2016) | Posizione |
| ----------------- | --------- |
| Islanda           | 14        |